# Shimoseka
Shimoneta to Iu Gainen ga Sonzai Shinai Taikutsu na Sekai (яп. 下ネタという概念が存在しない退屈な世界 Симонэта то иу гайнэн га сондзай синай тайкуцу на сэкай, «Симонэта: Скучный мир, где не существует самой идеи грязных шуток») или коротко Shimoseka (яп. 下セカ Симосэка) — японская серия эротических лайт-новел, автором которых является Хиротака Акаги, а иллюстратором — Эйто Симоцуки. Ранобэ выпускалось с июля 2012 года по февраль 2016 года издательством Shogakukan в журнале Gagaga Bunko. Всего выпущено 11 томов. По мотивам романа была также выпущена манга под названием Shimoneta to Iu Gainen ga Sonzai Shinai Taikutsu na Sekai: Man**-hen (яп. 下ネタという概念が存在しない退屈な世界 マン●篇), автором и иллюстратором которой является Н' Юдзуки. Манга публиковалась издательством Mag Garden в сёнэн-журнале Monthly Comic Blade с марта 2014 года по февраль 2016 года. Также по мотивам романа студией J.C.Staff был выпущен аниме-сериал, транслировавшийся с июля по сентябрь 2015 года.

## Сюжет
Действие происходит в недалёком будущем, в Японии. В результате вступления в силу закона «Об общественном порядке и добрых нравах» (яп. 公序良俗健全育成法) все игры, журналы, фильмы и любые вещи, связанные с сексом и эротикой, были объявлены вне закона и подлежали немедленному уничтожению, в результате чего Япония возглавила список самых высокоморальных стран в мире. Ещё позже в силу вступает новый закон, запрещающий произносить вслух любые слова, связанные с сексом, а все люди обязываются носить на шее особые браслеты, призванные реагировать на произнесённые «запретные слова», в противном случае человека ждёт исправительный лагерь. Новые законы приводят к тому, что молодое поколение японских подростков не знает о существовании секса. Однако не все люди готовы мириться с новой судьбой, в частности, главный герой по имени Танукити Окума, примерный школьник, поневоле был вынужден вступить в подпольную организацию SOX, основная цель которой заключается в распространении среди школьников знаний о сексе посредством проведения внезапных акций и распространения порнографических рисунков. Также Окума влюблён в Анну Нисикиномию, президента студенческого совета. Но она, как дочь политиков, продвинувших закон о высокой морали, совершенно незнакома с таким явлением, как любовные отношения.

## Список персонажей
Танукити Окума (яп. 奥間 狸吉 Окума Танукити) — главный герой истории, непримечательный и добродушный молодой человек, его отец Дзэндзюро был известным эро-террористом, из-за чего Танукити презирали в детстве и даже никто с ним не хотел дружить, кроме Анны. С тех пор Танукити влюбился в неё. Хоть Танукити, как и его отец, любил «похабные шутки», он решил стать образцовым школьником с высокой моралью, однако, в отличие от своих одноклассников, знает, что такое секс. Из-за того, что он перевёлся в «Токиоку» из одной из школ с негативным моральным обликом, многие одноклассники продолжают видеть в нём низкоморального человека. Танукити поневоле начинает помогать Аямэ Кадзё, однако, когда узнаёт, что мать Анны пытается продвинуть закон, обязывающий всех детей и подростков носить пояса верности, решает добровольно помогать SOX. Позже влюбляется в Аямэ Кандзё.
Сэйю: Юсукэ Кобаяси
Аямэ Кадзё (яп. 華城 綾女 Кадзё: Аямэ) / Голубая тундра / Поросль во снегу (яп. 雪原の青 Сэцугэн но Ао) — главная героиня истории, она является известной эро-террористкой и выступает под псевдонимом Голубая тундра/Поросль во снегу. Как правило, внезапно появлялась в общественных местах, выкрикивая запретные слова и раскидывая порно-картинки. Чтобы никто не узнал настоящую личность Поросли, она носит на лице женские трусы. Её настоящее имя — Аямэ, и она учится в академии «Токиока», являясь также вице-президентом студенческого совета. Хотя Аямэ является гэнки, в повседневной жизни она заплетает волосы в косу и носит очки, создавая образ мэганэкко, таким образом отбивая любые подозрения в свою сторону. Лишь Танукити, Отомэ и Косури знают, что Аямэ и есть «Поросль во снегу». У девушки есть особая программа, способная временно отключать ошейник, позволяя Аямэ произносить запретные слова, однако не больше трёх минут в сутки. Она вынуждает Танукити помогать ей в своих похождениях. Сама Аямэ выступает против запрета на всё эротическое, считая, что сексуальные потребности не должны становиться причиной для стыда и являются частью человеческого естества. Хотя Аямэ и выглядит как знаток в сексуальных отношениях, сама она является девственницей.
Сэйю: Сидзука Исигами
Отомэ Саотомэ (яп. 早乙女 乙女 Саотомэ Отомэ) — эксцентричная и острая на язык девушка, умеющая профессионально рисовать. До начала основных событий Аямэ уже пыталась уговорить Отомэ присоединиться к SOX, но она всё время отказывалась. Позже она случайно заметила Танукити, помогающего Поросли во снегу, и решила шантажировать его, чтобы тот помог ей избавиться от Аямэ. По мнению Отомэ, Аямэ препятствовала ей приблизиться к её объекту обожания — Анне. Танукити решил, что Отомэ влюбилась в Анну, но позже выяснилось, что Отомэ лишь хотела рисовать её обнажённое тело. Позже меняет своё мнение и решает помогать SOX, рисуя порнографические картинки, однако, чтобы нарисовать мужское тело, ей нужен был «живой экспонат», для чего Отомэ переезжает в дом Танукити, чтобы того застать голым в любой момент. После того, как Анна пыталась «изнасиловать» Танукити, Отомэ находит для себя новый «источник вдохновения» и не упускает ни одной возможности нарисовать Танукити с Анной. Говорит с хиросимским диалектом.
Сэйю: Сатоми Араи
Косури Онигасира (яп. 鬼頭 鼓修理 Онигасира Косури) — дочь известного эро-террориста и фанатка SOX, в результате сама решает вступить в организацию. Носит при себе оружие. Сначала Аямэ не хотела принимать Косури, но, поняв, сколько в противном случае может схлопотать неприятностей, решает взять её к себе в группу. Косури переезжает в дом Танукити и притворяется его сестрой. После того как осознаёт, что приносит больше пользы для SOX, чем Танукити, начинает обращаться с ним грубо и потребительски.
Сэйю: Юи Хориэ
Хёка Фува (яп. 不破 氷菓 Фува Хё:ка) — школьница академии и одноклассница Танукити. Свободное время она проводит в школьной лаборатории, является главой научного кружка. Сама Хёка является странной личностью, с одной стороны она выглядит спокойной и говорит тихо, с другой стороны страдает крайне навязчивой идеей узнать больше о сексе, в результате чего Хёка постоянно наблюдает за процессом спаривания насекомых (пока не запретили, ходила к гинекологам), а все её разговоры сводятся к теме полового акта, при этом Хёка говорит об этом без малейших комплексов, чем особенно сильно смущает Танукити, не способного из-за этого ей внятно ответить. Также Хёка никогда ничего не делает просто так, ожидая чего-то равноценного взамен. Позже начинает поддерживать SOX, но не вступая в их ряды.
Сэйю: Саори Гото
Анна Нисикиномия (яп. アンナ・錦ノ宮 Анна Нисикиномия) — президент студенческого совета. Девушка-яндэрэ. Когда-то давно подружилась с Танукити, с тех пор тот был в неё влюблён. Является дочерью Мацукагэ и Софии, влиятельных политиков, продвинувших закон о высокой морали. В результате Анна восхищается идеями высокой морали. Обычно Анна спокойна и доброжелательна, но когда злится, то в ней пробуждается огромная физическая сила, что делает Анну почти сверх-человеком и не даёт шанса обидчику или противнику сбежать. После того, как Танукити случайно целует Анну, у неё пробуждается сильное либидо, в результате чего она начинает навязчиво преследовать Танукити и каждый раз пытается его «изнасиловать», не осознавая, что то самое чувство, которое Анна считает проявлением «чистой любви», и есть похоть. Анна преследует Танукити буквально везде, в школе или даже дома, но каждый раз изнасилованию мешает случайно появившаяся Аямэ или другие персонажи.
Сэйю: Мию Мацуки
Райки Горики (яп. 轟力 雷樹 Го:рики Райки) — казначей студенческого совета, имеет огромное телосложение и внешне похож на гориллу. Танукити сначала принимает его за развратника и хулигана, но Райки оказывается воспитанным и интеллигентным школьником. Хотя он сначала и не доверял Танукити, но после спасения Анны, в которую Райки влюблён, резко поменял своё отношение в лучшую сторону.
Сэйю: Кэнта Миякэ
Оборо Цукимигуса (яп. 月見草 朧 Цукимигуса Оборо) — был специально отправлен отцом Анны в академию под женской личиной, чтобы очистить здание от любых признаков и намёков к сексу. Так, Оборо решает конфисковать все канаты, шарики и сетки из спортзала, мотивируя это тем, что они потенциально могут возбуждать школьников, а также забрал туалетную бумагу из туалетов. Доверчив, вследствие чего его представление об обсценности можно изменить в любую сторону. Мацукагэ приказал ему прикинуться женщиной, чтобы тот перестал воспринимать Анну объектом похоти.
Сэйю: Сумирэ Уэсака
Мацукагэ Нисикиномия (яп. 錦ノ宮 祠影 Нисикиномия Мацукагэ) — отец Анны и высокопоставленный политик, является лидером консерваторов, продвигающих идею о высокой морали в Японии.
Сэйю: Хадзимэ Идзима
Софья Нисикиномия (яп. ソフィア・錦ノ宮 Софиа Нисикиномия) — мать Анны и высокопоставленный политик, мечтает создать идеальный мир без любых намёков на похоть и продвигает новые законы о морали, например, обязанность носить всем подросткам пояс верности.
Сэйю: Саяка Охара
Такума Итиносэ (яп. 一ノ瀬 琢磨) / Белое на Кончике (яп. 頂の白 Итадаки но Сиро) — эро-террорист, который покрыл своё тело женскими трусами, как бинтами. Мечтает содрать нижнее бельё со всех жителей Японии. Члены SOX не одобряют его действий.
Сэйю: Кэн Нарита
Бинкан-тян (яп. びんかんちゃん) — персонаж-маскот аниме, неизменно появляется каждую серию, не принимая никакого участия в сюжете. Предположительно одноклассница Танукити, его соседка снизу.
Сэйю: Юй Огура

## Ранобэ
Первый том романа был выпущен 18 июля 2012 года издательством Shogakukan. Последний том, вышел 25 июля 2016 года.
| №   | Дата публикации       | ISBN                   |
| --- | --------------------- | ---------------------- |
| 1   | 18 июля 2012 года     | ISBN 978-4-09-451352-3 |
| 2   | 20 ноября 2012 года   | ISBN 978-4-09-451376-9 |
| 3   | 18 апреля 2013 года   | ISBN 978-4-09-451407-0 |
| 4   | 20 августа 2013 года  | ISBN 978-4-09-451432-2 |
| 5   | 17 января 2014 года   | ISBN 978-4-09-451463-6 |
| 6   | 20 мая 2014 года      | ISBN 978-4-09-451485-8 |
| 7   | 18 сентября 2014 года | ISBN 978-4-09-451511-4 |
| 8   | 18 февраля 2015 года  | ISBN 978-4-09-451536-7 |
| 9   | 18 июня 2015 года     | ISBN 978-4-09-451555-8 |
| 10  | 18 сентября 2015 года | ISBN 978-4-09-451572-5 |
| 11  | 18 февраля 2016 года  | ISBN 978-4-09-451594-7 |
| ○EX | 25 июля 2016 года     | ISBN 978-4-09-451620-3 |

## Манга
Манга-адаптация Н' Юдзуки под названием Shimoneta to Iu Gainen ga Sonzai Shinai Taikutsu na Sekai: Man**-hen (яп. 下ネタという概念が存在しない退屈な世界 マン●篇 Симонэта то Иу Гайнэн га Сондзай Синай Тайкуцу на Сэкай: Ман**-хэн) публиковалась издательством Mag Garden в сёнэн-журнале Monthly Comic Blade с 28 марта 2014 года по 29 февраль 2016 года первоначально в бумажном, а затем в цифровом формате. Первый том манги был выпущен 18 февраля 2015 года. Последний, четвёртый том вышел 9 апреля 2016 года. В название манги специально вставлен знак цензуры так, чтобы слово «манга» казалось обсценным японским словом «манко», обозначающим женские половые органы. Всего в 4 томах манги 23 главы.
| № | Дата публикации      | ISBN                   |
| - | -------------------- | ---------------------- |
| 1 | 18 февраля 2015 года | ISBN 978-4-8000-0413-0 |
| 2 | 18 июня 2015 года    | ISBN 978-4-8000-0471-0 |
| 3 | 10 августа 2015 года | ISBN 978-4-8000-0486-4 |
| 4 | 9 апреля 2016 года   | ISBN 978-4-8000-0564-9 |

## Аниме
12 серийный аниме-сериал адаптация манги, выпущенный студией J.C.Staff, транслировался с июля по сентябрь 2015 года.. Открывающую композицию под названием «B Chiku Sentai SOX» (яп. B地区戦隊SOX) исполняет SOX, а закрывающую композицию «Inner Urge» исполняет Сумирэ Уэсака. Также компания AnimeLab приобрела права на распространение сериала на территории Австралии и Новой Зеландии. Аниме-адаптация экранизировала первые 2 тома манги, до 12 главы из всех 23 глав манги. Продолжение экранизации манги маловероятна, из-за смерти 27 октября 2015 года сэйю Мию Мацуки озвучивающую персонажа Анну Нисикиномию.

#### Список серий
| 1 | Кому служат моральные устои? «Кодзётёдзоку ва та га тамэ ни?» (公序良俗は誰が為に？)                                     | Находится в актовом зале во время группового оргазма школьников и достигает его первой, кричит: «Моё тело горит!» | 4 июля 2015 года      |
| Краткий обзор вымышленного японского общества. Танукити поступает в «Токиоку». В монорельсе он замечает Райки, которого необоснованно обвиняет в приставаниях другая пассажирка, и решает спасти его, так как считает, что Анна поступила бы точно так же. Женщина зовёт стражей порядка, от которых его спасает Поросль во Снегу. В школе к Танукити сразу же пристаёт Хёка — она хочет узнать «тайну беременности», но на полуслове её прерывает Аямэ, приглашающая Танукити в ученический совет. Тот соглашается, понимая, что так сможет больше видеться с Анной. Приведя его в кафе Felersio, Аямэ открывает ему, что она и есть Голубая Тундра, и шантажом заставляет Танукити вступить в новообразованную террористическую группировку SOX. Хёка показывает ему своих спаривающихся мух и Аямэ решает с их помощью возбудить учеников академии. Во время линейки, пока Танукити в парике и с трусами на голове отвлекает учителей, рисуя на школьном стадионе известью значок влагалища, она включает на школьном проекторе запись спаривания мух и кричит в микрофон пошлые фразы. Ученики одновременно достигают оргазма. | | |                       |
| 2 | Тайна беременности «Нинсин но надзо» (妊娠のなぞ)                                                                        | Находится в группе учеников, которую Танукити пытается научить обсценным словам, произносит букву «н». | 11 июля 2015 года     |
| Аямэ заставляет Танукити принести из землянки в лесу порножурналы и распространяет ксерокопии его страниц по школе. Учсовет предпринимает ответные действия. Аямэ объясняет Танукити, что запрет всего пошлого ограничивает людей в проявлениях чувств. Во время медосмотра первогодок академии Танукити, снова в облике Поросли во Снегу, пытается учить однокашников нецензурным словам, но ему мешает Анна. Аямэ перехватывает её внимание на себя и убегает, сделав вид, что на самом деле хотела добавить в анализы мочи мальчиков белок, а действия Танукити были лишь прикрытием. Когда Танукити снимает маску, его замечает Отомэ. | | |                       |
| 3 | Способы выражения любви «Хито но аиси-ката» (人の愛し方)                                                                 | Стоит в классе Танукити во время его разговора с Хёкой, повторяет за ней слово «белок». | 18 июля 2015 года     |
| Отомэ вручают грамоту за победу в художественном конкурсе, но та рвёт её, так как считает себя недостойной её. Позже она приходит в класс Танукити и утаскивает его в кабинет ИЗО, угрожая раскрыть его связь с Порослью во Снегу, если он не поможет ей добиться любимого человека. Её прерывает Райки, который уносит Саотомэ восвояси. Аямэ рассказывает, что уже давно пытается переманить Отомэ на свою сторону и заставить рисовать пошлые картинки, однако оказывается, что у художницы творческий кризис: её возлюбленной оказывается Анна, но Отомэ никак не удаётся досконально изобразить её ауру. Танукити узнаёт, что за Анной следят, и отвергает предположения, что это делает Отомэ. Аямэ предлагает Анне пойти вместе в парк, изображая свидание (Кадзё переодевается мальчиком), Райки оставить следить за ними для помощи, а Танукити оставить в школе для присмотра за маленькими, намекая на Отомэ. Та тоже решает проследить за парочкой. Когда появляются маньяки, обезумевшие от того, что увидели Анну с другим, Аямэ с Танукити успевают оглушить их, но один из них бьёт Танукити камнем по голове, из-за чего тот падает на Анну, случайно целуя её, а затем лишается сознания. | | |                       |
| 4 | Люди говорят: любовь не ошибается «Сэкай иваку, ай ва сэйги» (世界いわく、愛は正義)                                      | Находится в актовом зале во время речи Софии, думает: «Ничего себе». | 25 июля 2015 года     |
| Танукити кладут в больницу. За это время Аямэ успевает сдружиться с Отомэ и принять её в SOX, попутно занимаясь её половым воспитанием. За Танукити ухаживает проникшийся к нему симпатией после спасения любимой им Анны Райки, сама Анна не приходит ни разу. Однажды Танукити навещает Хёка, которая сообщает ему, что рейды учсовета по уничтожению обсценности ужесточились. Аямэ узнаёт, что в частном лесу Яцуга хранится стопка эротических журналов с изображениями половых актов (изображать коитус в печатных СМИ Японии запрещено), но кто-то донёс об этом стражам правопорядка, и теперь лес оцеплен. Оцепление снимут через три недели — такой срок вымолил владелец леса Кэйскэ Онигасира на «сбор грибов». Аямэ собирается распространить эту информацию по школе, чтобы в назначенный день явиться в лес большим числом и прорвать снятое оцепление. София выступает в «Токиоке», рассказывая о скорой кампании по запрету совершенно всего обсценного: прослушиваться будут все разговоры граждан, а новые терминалы контроля примут вид поясов верности. Сбор подписей для рассмотрения закона «О запрете этти» она назначает на день снятия оцепления с леса Яцуга. Так как Саотомэ всё ещё находится в кризисе, Аямэ решает использовать то, что за Танукити тоже начал следить сексуальный маньяк: она прячет у него в шкафу Отомэ и вешает на двери Танукити записку с ответным признанием в любви маньяку, которым оказывается Анна — поцелуй пробудил скрытую в ней похоть. Анна едва не насилует Танукити, но внезапный приход Аямэ отпугивает её. Кризис Отомэ от лицезрения такой сцены проходит и она тут же принимается рисовать пошлые картинки ртом (так как за движениями рук следят браслеты-терминалы). В подъезде её дома Анну встречает Хёка — по приказу учсовета были убиты её спаривающиеся мухи. Анна поясняет, что считает уничтожение всего обсценного правильными поступками, и искренне верит, что Танукити полюбит её, если она будет поступать так и дальше. | | |                       |
| 5 | Кому служит эро-терроризм? «Симонэта тэро ва та га тамэ ни?» (下ネタテロは誰が為に？)                                    | Бежит с другими школьниками по лестнице к лесу Яцуга с эротической картинкой в руках и нечленораздельно скулит. | 1 августа 2015 года   |
| Анна начинает открыто преследовать Танукити в школе и пытается насильно впихать в него свои вагинальные выделения, которые называет нектаром любви, а после — и испить его нектар любви. Во время одного из таких столкновений Танукити роняет сумку с эротическими картинками и объявлениями о сборе в лесу Яцуга в кабинете химии, где её находит Хёка. В день снятия оцепления с леса во всех благовоспитанных школах Японии собираются очереди из желающих подписаться под принятием закона «О запрете этти». Аямэ с Танукити убегают в лес одни, но тут выясняется, что Хёка сама рассказала о нём ученикам, и теперь почти вся школа отвлекает внимание стражей порядка. София догадывается, что школьники «Токиоки» убежали в лес Яцуга и туда отправляется Анна, которой едва не удаётся сорвать с Поросли во Снегу маску-трусы, но Танукити случайно находит журналы и эротический наряд, в котором отпугивает Анну — та считает, что это другой человек, который пахнет так же, как Танукити, и не в силах это терпеть. Схваченных при осаде леса школьников заставляют подписаться под законопроектом насильно, и Аямэ с Танукити усиливают гнев граждан, подложив вместо части подписанных бюллетеней эротические рисунки Отомэ. София случайно демонстрирует их на камеру в прямом эфире и попадает в опалу у населения, вследствие чего от принятия законопроекта ей приходится отказаться. Танукити соглашается помогать Аямэ добровольно. | | |                       |
| 6 | Теплота ручной работы! «Тэдзукури но нуку мори!» (手作りのぬくもり！)                                                    | Поднимает у школьной свалки коробку с забракованным Хёкой вибратором и вслух читает надпись: «Для красоты и здоровья?» | 8 августа 2015 года   |
| SOX пытается создать эротические игрушки и смазку. Хёке они заказывают создание вибраторов. Один ломается от работы на больших оборотах почти сразу же, второй находит Анна, которой Танукити лжёт, что это подарок ей. Так как управляются вибраторы дистанционно, он не видит в этом ничего страшного, но пульт самопроизвольно запускает механизм вращения, когда Анна вешает вибратор на шею как ожерелье. Хёка не может починить пульт без самого вибратора, и Анна едва не насилует Танукити — вибрации в области груди возбуждают её. К счастью для Танукити, второй вибратор тоже ломается, и остаток серии Анна клянчит у него новый. На титрах показывается живой видеоурок по созданию простой искусственной вагины. В конце серии выясняется, что Кэйскэ избежал ареста, дав взятку и сдружившись с высшими полицейскими чинами, а его дочь Косури за это в нём разочаровывается. Узнав о SOX, она ужасно радуется. | | |                       |
| 7 | Порождение SOX «СОКС га цукури си моно» (SOXが作りし者)                                                                  | Сообщает прибежавшей на крики в раздевалку спортивной команды Аямэ, что у них украли нижнее бельё. | 15 августа 2015 года  |
| Косури бросает в стражей порядка шарики с йогуртом, вследствие чего за ней начинается охота. Танукити узнаёт, что Саотомэ и Аямэ выпускают серию гомосексуальной манги про них с Райки и конфискует у Хёки один экземпляр. SOX налаживает связи с другими террористическими группировками. В городе регистрируют случаи похищения нижнего белья (и даже стягивания его, если оно надето). Ответственность за это берёт на себя организация «Скопленная ткань», лидером которой является Белое на Кончике. Он объявляет, что работает под началом SOX. Вечером того же дня Танукити сталкивается с Косури и с помощью Хёки, которой обещает закрыть глаза на гомосексуальную мангу, скрывается от стражей порядка. Косури рассказывает ему, что хочет вступить в SOX, но, раз Танукити обо всём узнал, она ударит его электрошокером. После этого Танукити признаётся, что тоже состоит в SOX. Аямэ, долго колеблясь, соглашается принять девочку (не последнюю роль в этом играет то, что цвет волос и причёска Косури напоминают головку полового члена). Анна просит помощи в контроле циркуляции обсценного материала у своего отца. | | |                       |
| 8 | Демон приходит и дует в раковину «Акума га ки тари тэ хора о фуку» (悪魔が来たりてホラを吹く)                            | Когда Косури проваливается в квартиру под Танукити, кричит: «Простите, кто вы такая?!» | 22 августа 2015 года  |
| Косури начинает жить у Танукити. Мацукагэ направляет в школу Цукимигусу как мораловеда, и она начинает убирать из школы всё, что хоть чем-то может натолкнуть школьников на грязные мысли, однако оказывается, что она очень доверчива и её можно без труда убедить в том, что какая-то вещь не является обсценной. Когда Анна создаёт из учеников академии отряд таких мораловедов, Аямэ понимает, что, занимаясь половым воспитанием школьников, сама роет себе могилу, и решает начать войну с мораловедами и учсоветом. Ранее она объявляет об экспансии в другую академию, «Дзосигаока», и Косури добывает её план и расписание обходов. | | |                       |
| 9 | Мечтают ли андроиды об электромассажёрах? «Андороидо ва дэнки анма юмэ о миру ка» (アンドロイドは電気アンマの夢を見るか) | Когда Аямэ разбрасывает рядом с ней эротические картинки, кричит: «Я тоже», но поскальзывается на вагинальных выделениях Анны и падает. | 29 августа 2015 года  |
| Практическим путём Аямэ узнаёт, что Анна может учуять запах трусов Танукити из любого места на территории школы, если трусы находятся там же. Цукимигуса рассказывает, что её учили не отходить от Анны (пока она одета), скрывать от неё всю эротику, но не препятствовать в личных желаниях. Пока Косури и Отомэ раскладывают на территории школы эротические рисунки, Поросль во Снегу отвлекает внимание мораловедов на себя, а Танукити ловит учеников «Токиоки», перешедших на сторону «Скопленной ткани», с помощью трусов Отомэ — так SOX надеется доказать, что не связана с Белым на Кончике. Когда Косури это надоедает, она приходит в школу инкогнито и уговаривает Хёку помочь Танукити, а сама включает пожарную сигнализацию. Когда одежда Анны и Цукимигусы намокает, последняя приходит в раздевалку, в которой Танукити прятал трусы Отомэ. Не узнав её в темноте (Косури отключает ещё и школьный генератор электроэнергии), он бьёт её по половым органам и понимает, что Цукимигуса — мужчина. Тот поясняет, что его заставили одеться женщиной, чтобы его не возбуждала Анна. Встретив критику своих действий со стороны SOX, Косури понимает, что группировка в своём следовании закону поступает так же, как и её отец. Белое на Кончике вызывает SOX на личную встречу. | | |                       |
| 10 | Приключение G-ранга «Дзий кю куэсуто» (ジイ級クエスト)                                                                   | Находится в захваченном Такумой автобусе и постоянно поскуливает. | 5 сентября 2015 года  |
| Аямэ понимает, что действия Белого на Кончике не благородны — кражей нижнего белья он всего лишь удовлетворяет свою похоть. Они расстаются врагами. Наутро кто-то отключает питание городского монорельса, из-за чего всем жителям приходится пересаживаться на автобусы. 42 из них захватывают вооружённые автоматами Uzi члены «Скопленной ткани», требуя с пассажиров нижнее бельё. В одном из автобусов Хёка понимает, что автоматы ненастоящие, и пассажиры скручивают преступницу, в другом преступника выводит из строя Анна, в третьем выясняется, что под одеждой Райки носит нижнее бельё своей младшей сестры, и преступник (вместе с водителем и пассажирами) лишается дееспособности. Аямэ решает окончательно доказать стране, что SOX не имеет ничего общего со «Скопленной тканью» и выманивает автобус с Белым на Кончике (он также захватил один автобус и сообщил стражам порядка, что один из Uzi настоящий) в лес, чтобы схватить его самостоятельно. Настоящее имя главы извращенцев (Такума Итиносэ) к тому времени становится известно населению, а в захваченном им автобусе едут Отомэ и Бинкан-тян. Танукити и Аямэ в масках удаётся схватить Такуму, но Косури предаёт их, так как верит, что «Скопленная ткань» подходит ей больше. Аямэ она выбрасывает из автобуса под ноги стражам порядка (той удаётся бежать), а на Танукити наставляет электрошокер. | | |                       |
| 11 | Техническая победа «Тэкуно бурэйку» (テクノブレイク)                                                                     | Оказывается с Саотомэ в одном классе «Дзосигаоки», служит для неё источником вдохновения (Отомэ смотрит, как она надевает свежие холодные трусы), после прячется с ней в одном туалете, когда та связывается с SOX. Когда Отомэ рисует эротические картинки, закрывает глаза руками. Фразы: «Не смотрите на меня! Надевайте бельё!», «Холодно!» и «Я не смотрю! Я ничего не вижу!» | 12 сентября 2015 года |
| Косури отпускает Танукити, а пленённых граждан свозят в академию «Дзосигаока». Преступники требуют у властей провиант для заложников и чистое нижнее бельё, которое надевают на заложников, чтобы иметь постоянный приход влажного белья. Когда Косури понимает, что Такума просто наслаждается моментом и не собирается предпринимать ничего больше, её связывают. Хёка наталкивает Танукити на мысль об использовании Анны для штурма академии, а на её схеме он находит тайный туннель. По нему объединённые силы SOX и учсовета с мораловедами «Токиоки» (чтобы заручиться поддержкой Анны, Танукити под маской лжёт ей, что его трусы тоже украдены, и Анна решает их вернуть) врываются в «Дзосигаоку» и побеждают «Скопленную ткань». Отомэ помогает им изнутри, отвлекая преступников нарисованными трусами, пропитанными её запахом, и информацией. После победы Анна и Поросль во Снегу расстаются мирно, но до следующей встречи, так как SOX помогла справиться с угрозой большей, чем она сама. Поросль во Снегу выходит на крышу школы и в прямом эфире СМИ заявляет, что ответственность за уничтожение «Скопленной ткани» берёт на себя SOX и что насильное искоренение пошлости неразумно, но пошлые шутки должны оставаться под запретом, потому что иначе перестанут возбуждать людей. Они с Танукити скрываются на воздушном шаре, Отомэ с Косури — под видом заложников. При этом телестанция Кэйскэ отказывается прерывать трансляцию речи Аямэ по требованию Софии. Косури извиняется перед Аямэ и решает остаться в SOX. | | |                       |
| 12 | Пошлые шутки навсегда «Симонэта ё эйэн ни» (下ネタよ永遠に)                                                              | Патрулирует лес вместе с Цукимигусой с повязкой мораловеда на рукаве, после обыгрывает Чёрное Основание в «камень-ножницы-бумагу», но с криками: «Для меня это слишком! Я ухожу из мораловедов!» — убегает, когда тот убирает трусы, закрывающие сосок. | 19 сентября 2015 года |
| Члены SOX и учсовета получают письменные приглашения в Нукуми, бывший курорт с онсэнами, от Софии. По старому наказу отца Танукити привозит с собой большой вентиль. Софию в гостинице компания не находит, но слышит её крик, принимая ванну. Герои находят её без сознания с приглашением от имени Анны под ладонью. Им открывается мужчина, назвавшийся Чёрным Основанием, извращенец, обмотанный чёрными трусами. Он крадёт сумки и одежду героев, оставляя на их месте чёрное нижнее бельё, и пытается прикарманить вентиль, называя его ключом к хранилищу пошлых вещей, однако извращенца окружают, и он предлагает сыграть в «камень-ножницы-бумагу» на раздевание. Одновременно прибегают Цукимигуса и Бинкан-тян (тоже в чёрном белье — они вымокли, упав в замаскированный ров с, возможно, вагинальными выделениями). Выиграв один раунд, Бинкан-тян убегает при виде соска извращенца, Райки проигрывает. Когда он снимает рубашку, открывая нижнее бельё своей сестры, Чёрное Основание начинает тошнить и Танукичи хватает сумку с вентилем, бросая её в Отомэ, после чего они с Аямэ убегают на поиски хранилища. Ловившая редких насекомых неподалёку Хёка помогает им запустить фуникулёр, ведущий на вершину местной горы, где они, попутно стряхнув с хвоста справившуюся с Чёрным Основанием Анну, находят хранилище и с помощью Отомэ (спрятавшейся в сумке) и Косури (которой дорогу показал извращенец) открывают его. Внутри оказывается коллекция пошлых деревянных статуй, собранная со всей Японии после принятия Закона. На выходе они замечают Чёрное основание. Косури поясняет, что он бывший товарищ Дзэндзюро, который просто хотел показать SOX склад. Цукимигуса под предлогом «обсценности» вагончика для двоих взрывает фуникулёр, и члены SOX понимают, что тайна склада останется тайной. | | |                       |

## Отсылки
Сериал представляет собой сатиру на современную общественную мораль и изобилует отсылками на известные произведения жанра антиутопии: 	 
- «451 по Фаренгейту»: конфискация и уничтожение «непристойных материалов»[28].
- В первой серии сцена ареста «любителей клубнички» и последующего сжигания непристойных журналов в точности копирует аналогичную сцену с уничтожением Моны Лизы Да Винчи из фильма 2002 года «Эквилибриум»[28].
- Тотальное наблюдение и контроль (над произносимыми словами, впоследствии и мыслями) над каждым человеком — отсылка к «1984» Джоржа Оруэлла. Контроль доводится до абсурда (в 4 серии Отомэ рисует непристойные картинки, зажав карандаш между зубов, так как движения рук, изображающие непристойности, отслеживаются и запрещены)[27][28].
- Иллюстрация из книги, изображающая Аямэ и её соратников с флагом возглавляемой ею эро-террористической организации SOX, — отсылка к известной картине «Свобода, ведущая народ» французского художника Эжена Делакруа. Впоследствии данная сцена встречается во всех эпизодах, кроме первого; немного изменена в 12 эпизоде[27][29].

## Критика
Терон Мартин, критик сайта Anime News Network, отметил, что сериал представляет собой продолжение традиции, начавшейся в 2010-х годах, где, помимо фансервиса, основой сюжета становится обилие непристойных шуток. Однако сериал Shimoseka возносит это уже на следующий уровень, тем самым переходя границу абсурдности. И это на фоне того, что сериал также изобилует цензурой, распространяющейся даже на жесты и слова. В целом критик назвал сериал неплохой секс-комедией, с другой стороны, сериал наглядно учит, что половое влечение является естественной потребностью для человека и показывает неприятные последствия, если общество начинает отрицать это. Критик оставил сериалу оценку 4 из 5. Другой критик, Ребекка Сильверман, оценила сериал на 1 из 5, отметив, что, несмотря на интересную задумку и разных персонажей, сюжет у аниме получился слишком посредственным и держится лишь на фансервисе и пошлых шутках, и если сериал сначала выглядит интересным, то с каждой новой серией становится всё скучнее и посредственнее, в результате чего зритель может потерять к нему интерес, даже не досмотрев до конца.